# Lėvuo

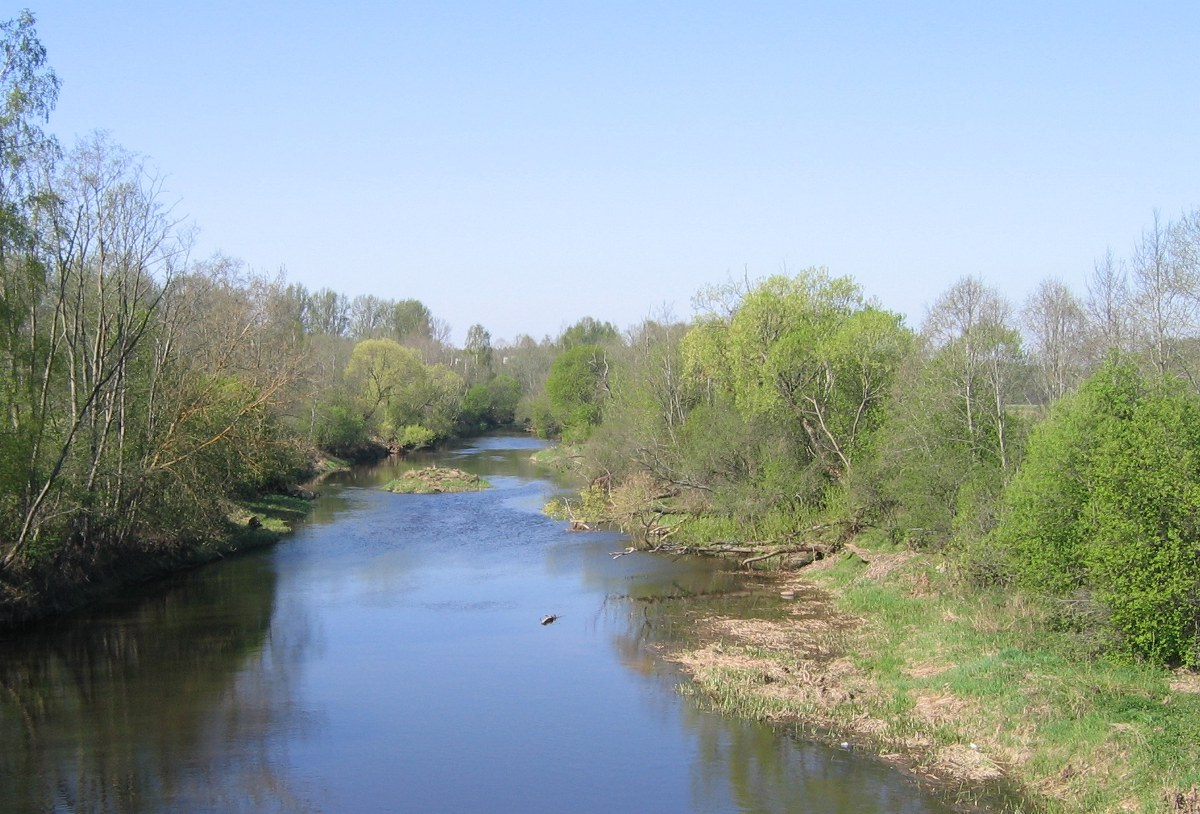
Lėvuo nära byn Akmeniai

Lėvuo är en flod i norra Litauen med en längd på 148 km och en av sidofloderna till Mūša. 1931 byggdes Sanžilėkanalen, mellan Lėvuo och floden Nevėžis. De största sidofloderna till Lėvuo är Mituva, Svalia och Kupa.